# Маунтин (река)
Маунтин (на английски: Mountain River) е река в северозападна Канада, Северозападни територии, ляв приток на река Маккензи. Дължината ѝ от 370 km ѝ отрежда 102-ро място сред реките на Канада.
Река Маунтин извира в северната част на хребета Селуин в планината Маккензи на около 1700 м н.в., тече на североизток през шест каньона с множество бързеи, прагове и водопади. Между петия и шестия каньон реката тече на север, а след шестия, който е на около 50 км от устието ѝ, завива на изток, навлиза в долината на река Маккензи и се влива в нея отляво.
Площта на водосборния басейн на реката е 13 500 km2, който представлява 0,7% от целия водосборен басейн на река Маккензи.
Многогодишният среден дебит на Кийл в устието ѝ е 123 m3/s. Максималният отток е през юни-юли, а минималният е през февруари-март. Подхранването на реката е предимно снегово. От октомври до май, началото на юни реката е скована от ледена покривка.
Устието на реката е открито в началото на юли 1789 г. от шотландския пътешественик Александър Маккензи, по време на плаването му надолу по река Маккензи.